# Eicherax nigripes
Eicherax nigripes är en tvåvingeart som först beskrevs av Luigi Bellardi 1861.  Eicherax nigripes ingår i släktet Eicherax och familjen rovflugor. Inga underarter finns listade i Catalogue of Life.